# No desearás al vecino del quinto
Pour plus de détails, voir Fiche technique et Distribution.
No desearás al vecino del quinto (italien : Due ragazzi da marciapiede) est une comédie italo-espagnole réalisée par Tito Fernández et sortie en 1970.
Il s'agit de l'un des plus grands succès au cinéma espagnol, rassemblant plus de 4 millions de spectateurs en salles.

## Synopsis
Dans une ville de province près de Madrid, Andreu, un beau gynécologue, ouvre son cabinet sans succès, car il est trop séduisant pour que les maris et les petits amis de ses patientes ne soient pas jaloux de lui.
Alors que le Dr Andreu échoue lamentablement, le couturier Anton, propriétaire d'une boutique et réputé efféminé en raison de ses manières et de son petit chien, rassure les maris en laissant leurs épouses faire leurs achats dans sa boutique.
Le docteur Andreu se rend à Madrid pour assister à un congrès de gynécologie et, entraîné par ses collègues, décide d'aller au cabaret. Là, le docteur observe avec effroi Antón, son voisin du cinquième étage, qui, sans perruque et affichant toute sa masculinité cachée, s'amuse comme un fou entre deux jolies femmes. Lorsqu'il est découvert, Anton avoue à Andreu qu'il fait semblant d'être « pédé » pour ne pas avoir de problèmes avec les maris de ses clientes. Plus tard, il l'emmène dans son appartement où, à travers un télescope, ils flirtent avec deux belles hôtesses de l'appartement d'en face. Peu après, ils retournent à Tolède. Là, tout n'est que ragots et provoque le même commentaire : quelle sale amitié lie le gynécologue au couturier efféminé ?
Jacinta, la fiancée du médecin, est désespérée et prête à se donner à son fiancé avant qu'il ne se laisse entraîner par Antón, mais lorsqu'elle arrive à Madrid prête à se sacrifier, elle se retrouve dans l'embrasure de la porte avec une belle femme pleine d'enfants, qui n'est autre que l'épouse d'Antón. Lorsque Jacinthe apprend la vérité, tous deux complotent, louent l'appartement des hôtesses et font mourir de peur son petit ami et son mari. À partir de ce moment, le problème est résolu et, peut-être, leur commerce perd une partie de sa clientèle, mais leur réputation d'homosexuels ne sera jamais perdue.

## Fiche technique
- Titre original espagnol  : No desearás al vecino del quinto[1] (litt. « Tu ne convoiteras pas ton voisin du cinquième étage »)
- Titre italien : Due ragazzi da marciapiede[2] (litt. « Deux garçons de trottoir »)
- Réalisateur : Tito Fernández
- Scénario : Juan José Alonso Millán (es), Sandro Continenza
- Photographie : Hans Burnman
- Montage : Pedro del Rey (es)
- Musique : Piero Umiliani
- Production : José Frade (es)
- Société de production : Atlántida Films, Fida Cinematografica
- Pays de production :  Espagne -  Italie
- Langue originale : espagnol
- Format : Couleur par Technicolor - 2,35:1 - Son mono - 35 mm
- Durée : 85 minutes
- Genre : Comédie
- Dates de sortie :
  - Espagne : 26 octobre 1970
  - Italie : 7 juillet 1971

## Distribution
- Alfredo Landa : Antón Gutiérrez
- Jean Sorel : Pedro Andreu
- Ira von Fürstenberg : Jacinta
- Isabel Garcés : Socorro , la mère de Pedro
- Margot Cottens : la mère de Jacinta
- Adrián Ortega : Luis, père de Jacinta
- Annabella Incontrera : Matilde Gutiérrez
- Guadalupe Muñoz Sampedro : La grand-mère de Jacinta
- Franco Balducci : Fred Corleone
- Malisa Longo : Clara

## Accueil
Bien qu'il ne soit sorti qu'en 35 copies et qu'il ait eu des problèmes avec la censure franquiste (qui a rejeté les premiers titres envisagés, tels que Es cosa de hombres, Ama a tu prójimo y verás et Yo engaño sin daño), il est devenu l'un des plus grands succès du cinéma espagnol de tous les temps, bien qu'il soit devenu très démodé au fil des ans.
Au départ, le film est passé sans grand bruit à Madrid, mais son triomphe à Séville et à Barcelone a conduit à une nouvelle présentation à Madrid, où il a connu son véritable succès, avec 4 371 624 entrées au total au niveau national,.